# Trioxys chasanicus
Trioxys chasanicus är en stekelart som beskrevs av Hagop Haroutune Davidian 2005. Trioxys chasanicus ingår i släktet Trioxys och familjen bracksteklar. Inga underarter finns listade i Catalogue of Life.